# SERP1
SERP1‏ (Stress associated endoplasmic reticulum protein 1) هوَ بروتين يُشَفر بواسطة جين SERP1 في الإنسان.